# Pseudobagarius
Pseudobagarius — рід риб з підродини Akysinae родини Akysidae ряду сомоподібних. Має 14 видів.

## Опис
Загальна довжина представників цього роду коливається від 3 до 6,6 см. Схожі на сомів з роду Akysis. Голова велика. Морда тупа. Нижня щелепа витягнута. Ніздрі відносно великі. Вусики розташовані в кутах рота, на верхній щелепі, біля носа. Тулуб подовжений. Спинний плавець має 5-6 променів. Анальний плавець має 6-10 променів. Хвостове стебло тонке. Хвостовий плавець вирізаний.
Забарвлення світло- або темно-коричневе, бежеве, кремове. Біля плавців або на них темні плями. Усі тіло всіяно темними крапочками.

## Спосіб життя
Мешкають переважно в швидких потоках на великій глибині, але зустрічаються і в стоячих озерах з каламутною водою. Активні переважно вночі. Живляться зоопланктоном.

## Розповсюдження
Зустрічаються в Таїланді, Камбоджі, Лаосі, В'єтнамі, на острові Калімантан, у південному Китаї.

## Види
- Pseudobagarius alfredi (Ng & Kottelat, 1998)
- Pseudobagarius baramensis (Fowler, 1905)
- Pseudobagarius filifer (Ng & Rainboth, 2005)
- Pseudobagarius fuscus (Ng & Kottelat, 1996)
- Pseudobagarius hardmani (Ng & Sabaj Pérez, 2005)
- Pseudobagarius inermis (Ng & Kottelat, 2000)
- Pseudobagarius leucorhynchus (Fowler, 1934)
- Pseudobagarius macronemus (Bleeker, 1860)
- Pseudobagarius meridionalis (Ng & Siebert, 2004)
- Pseudobagarius nitidus (Ng & Rainboth, 2005)
- Pseudobagarius pseudobagarius (Roberts, 1989)
- Pseudobagarius similis (Ng & Kottelat, 1998)
- Pseudobagarius sinensis (He, 1981)
- Pseudobagarius subtilis (Ng & Kottelat, 1998)